# Bansmeer
Das Bansmeer ist ein etwa 24 ha großer und flach eingedeichter, weitgehend naturnaher See im Gebiet der Seehafenstadt Emden. Er liegt etwa 4 km östlich des bebauten Stadtgebietes.

## Beschreibung
Der See liegt in der Moormarsch am Geestrand der ostfriesischen Geest an der Autobahn A 31. Das Bansmeer ist ca. 1 Meter tief, hat aber wegen früherer Sandentnahme eine Stelle mit einer Tiefe bis zu 17 Metern und entsprechenden Scharkanten. Seit 1975 sind das Bansmeer und seine Umgebung in den Gemarkungen Riepster Hammrich, Riepe, Petkum und Uphusen in einer Größe von insgesamt etwa 48 ha als Naturschutzgebiet ausgewiesen.

## Flora und Fauna
Das Bansmeer gehört zu den Feuchtgebieten von internationaler Bedeutung und stellt eine wertvolle Lebensstätte für bedrohte Tier- und Pflanzenarten und Lebensgemeinschaften dar: Auf der West- und Südwestseite liegt eine breite Verlandungszone mit Schilfröhrichten, denen zum Wasser hin Schmalblättriger Rohrkolben und Teichbinsen vorgelagert sind. Das Gebiet ist Brut- und Lebensraum zahlreicher Sumpf- und Wasservögel, darunter Rohrweihe und Teichrohrsänger, außerdem Rast- und Überwinterungsplatz für nordische Zugvögel, insbesondere Enten, Lappen-/Seetaucher und Säger.

## Nutzung, Verbote
Es ist nicht erlaubt, das Bansmeer mit Booten zu befahren. Zur sachgerechten Ausübung der Fischerei außerhalb der Schilfgürtel sind Ruderboote von Fischereiberechtigten von diesem Verbot ausgenommen. Der See wird vom Bezirksfischereiverein für Ostfriesland e. V. genutzt. Eine Befischung des Sees vom Ufer aus ist nicht gestattet.